# Lennart Hjulström
Lennart Hjalmar Hjulström, född 18 juli 1938 i Uppsala, död 3 juli 2022 i Västerleds distrikt i Stockholm, var en svensk regissör och skådespelare.

## Bakgrund och Göteborgs Stadsteater
Hjulström växte upp i en akademisk miljö i Uppsala som son till geografiprofessorn Filip Hjulström och handarbetsläraren Astrid, ogift Elmér. Han avlade studentexamen 1958. Därefter studerade han sociologi vid universitetet – samtidigt som han deltog i studentteaterns verksamhet och studentspex och ingick i produktionsledningen för Slottsspelen i Uppsala i början av 1960-talet, innan han 1961 kom till elevskolan vid Göteborgs Stadsteater, där han också blev premiärelev 1963 och fortsatte verka under många år som skådespelare från 1964 och senare även regissör 1967–1976. Inom ramen för den nya radikala tidens samhällsengagerade kollektivteaterform under 1960- och 1970-talen ingick Hjulström i den grupp av teatermänniskor som vid stadsteatern skapade en mängd uppmärksammade, centrala föreställningar, såsom trilogin Flotten, Hemmet och Sandlådan tillsammans med Bengt Bratt och Kent Andersson. Även som regissör vid SVT Göteborg gjorde han ett flertal TV-filmer och -serier vid denna tid från Ett nytt liv (1972) och filmdebuten som skådespelare och i egen regi 1975, Gyllene år.

## Folkteatern och vidare
Åren 1976–1984 var Hjulström chef för Folkteatern i Göteborg (1978–1980 tillsammans med Ragnar Lyth) och satsade då på att skapa en ny sorts repertoar baserad på arbetarförfattare. Han arbetade sedan alltmer med film och regisserade prisbelönta filmer som Berget på månens baksida (1983) och Rusar i hans famn (1996) och var en drivande kraft för att söka vidga folkteaterformen för att nå ut till en större landstäckande, teaterovan publik med försökssatsningen Folkteatern Sverige, som producerade en del föreställningar i samverkan med Riksteatern och Södra teatern i Stockholm under senare 1980- och 1990-talet. Åren 1988–2002 var han dessutom verksam som regissör och skådespelare vid Dramaten, där han bland annat spelade rollen som Victor Sjöström i Ingmar Bergmans uppsättning av P.O. Enquists Bildmakarna, som även gjordes som SVT-produktion 1998. Sedan 2002 arbetade han vid Stockholms stadsteater, där han bland annat regisserade August Strindbergs Mäster Olof för tredje gången (efter Göteborgs Stadsteater 1969 och Dramaten 1988).
Åren 1989–1994 var han Sveriges första professor i regi vid Dramatiska institutet. Han tilldelades Svenska Dagbladets Thaliapris 1968, Svenska teaterkritikers förenings teaterpris 1974, det av Svenska Akademien utdelade Carl Åkermarks stipendium 1985 samt Dramatens O'Neill-stipendiet 1994. År 1995 erhöll han för sitt arbete den kungliga medaljen Litteris et Artibus. 
Genom sitt breda register är han för olika grupper av publik mer känd för olika saker, utöver sitt folkteater-engagemang, i roller såsom flygöverste i TV-serien Tre kärlekar (1989–1991), som klassisk TV-teater-aktör i en mängd uppsättningar och serier eller som obehagliga bovar eller maktmänniskor, som rollen som Lennart Gavling, Martin Becks ärkefiende i tv-filmerna från 1997. Han arbetade med regissörer/dramatiker som Bo Widerberg, Jan Troell, Lars Molin, Lars Norén, Bille August, Lasse Hallström, Colin Nutley med flera. Hjulström samarbetade även ofta med hustrun Gunilla Nyroos.

## Familj
Lennart Hjulström var gift första gången 1961–1982 med Ulla Söderdal (född 1935), dotter till hemmansägaren Bertil Söderdal och Hilma Jacobsson. De fick tre barn: artisten Niklas (född 1962), journalisten Carin Hjulström (född 1963) och Fredrik Hjulström (född 1968). År 1986 blev han sambo och 2007 gifte han sig med skådespelaren Gunilla Nyroos (född 1945). De fick en dotter, Hanna Nyroos (född 1986).

## Priser och utmärkelser
- 1968 – Svenska Dagbladets Thaliapris
- 1974 – Svenska teaterkritikers förenings teaterpris
- 1994 – O'Neill-stipendiet
- 1995 – Litteris et Artibus

## Filmografi i urval
- 1972 – Ett nytt liv (TV; regi)
- 1972 – Dela lika (TV-serie)
- 1973 – Krocken (TV; regi)
- 1975 – Gyllene år (TV-serie) (TV + regi)
- 1977 – Lära för livet (TV-serie)
- 1980 – Mördare! Mördare!
- 1982 – Dom unga örnarna
- 1983 – Berget på månens baksida (regissör)
- 1983 – Profitörerna (TV-serie)
- 1984 – Tryggare kan ingen vara ... (TV-serie)
- 1985 – August Strindberg: Ett liv (TV-serie)
- 1985 – Korset (TV-serie)
- 1985 – Mitt liv som hund
- 1986 – I lagens namn
- 1986 – Moa
- 1987 – Nionde kompaniet
- 1987 – Komedianter (TV)
- 1987 – Undanflykten (TV; regi + roll)
- 1988 – Timmarna med Rita (TV)
- 1988 – Måsen (TV)
- 1989 – Tre kärlekar (TV-serie)
- 1989 – Täcknamn Coq Rouge
- 1989 – Husbonden – piraten på Sandön (TV-serie)
- 1990 – Black Jack
- 1990 – Från de döda
- 1990 – Hebriana (TV)
- 1991 – Den goda viljan (TV-serie)
- 1991 – Guldburen (TV-serie)
- 1991 – Oxen
- 1992 – Kejsarn av Portugallien (TV-serie)
- 1993 – Indiana Jones äventyr (TV-serie)
- 1993 – Den ena kärleken och den andra (TV-serie)
- 1996 – Rusar i hans famn (regissör + manus)
- 1997 – Beck – Pensionat Pärlan (TV-serie)
- 1997 – Heta lappar
- 1998 – Beck – Vita nätter (TV-serie)
- 1998 – Beck – The Money Man (TV-serie)
- 1998 – Ivar Kreuger (TV-serie)
- 1999 – Noll tolerans
- 2000 – Bildmakarna (TV)
- 2001 – Reparation
- 2001 – Livvakterna
- 2002 – Utanför din dörr
- 2003 – Den tredje vågen
- 2003 – Utvecklingssamtal
- 2003 – Ondskan
- 2005 – Medicinmannen (TV-serie)
- 2007 – Predikanten
- 2008 – Oskyldigt dömd (TV-serie)
- 2009 – Luftslottet som sprängdes
- 2011 – Hamilton – I nationens intresse
- 2012 – Hamilton – Men inte om det gäller din dotter
- 2012 – Dom över död man
- 2016 – Tjuvjägaren
- 2020 – Se upp för Jönssonligan

## Teater

### Roller (ej komplett)
| År   | Roll                    | Produktion                    | Regi              | Teater                 |
| ---- | ----------------------- | ----------------------------- | ----------------- | ---------------------- |
| 1988 | Lars Andreae            | Mäster Olof August Strindberg | Lennart Hjulström | Dramaten               |
| 1992 | Jakob                   | Tiden är vårt hem Lars Norén  | Björn Melander    | Dramaten               |
| 1998 | Victor Sjöström         | Bildmakarna Per Olov Enquist  | Ingmar Bergman    | Dramaten               |
| 2003 | Gabriel                 | Vid floden                    | Lennart Hjulström | Stockholms Stadsteater |
| 2005 | Svante Sture Måns Knekt | Erik XIV August Strindberg    | Lennart Hjulström | Stockholms Stadsteater |
| 2008 | Nathan                  | Nathan den vise               |                   | Stockholms Stadsteater |
| 2012 | Edward                  | Äktenskapet                   |                   | Stockholms Stadsteater |

### Regi (ej komplett)
| År   | Produktion                                      | Upphovsmän          | Teater                 |
| ---- | ----------------------------------------------- | ------------------- | ---------------------- |
| 1968 | Föreståndaren                                   | Bengt Bratt         | Göteborgs stadsteater  |
| 1972 | Fiender Враги, Vragi                            | Maksim Gorkij       | Göteborgs stadsteater  |
| 1988 | Mäster Olof                                     | August Strindberg   | Dramaten               |
| 1993 | Lika för lika Measure for Measure               | William Shakespeare | Dramaten               |
| 1994 | Medeas barn                                     |                     | Dramaten               |
| 1995 | Medea Μήδεια Mēdeia                             | Euripides           | Dramaten               |
| 1996 | Kabaré… tre år kvar…                            |                     | Dramaten               |
| 2000 | Standard Selection                              |                     | Dramaten               |
| 2002 | Tyst musik                                      |                     | Stockholms Stadsteater |
| 2003 | Vid floden                                      |                     | Stockholms Stadsteater |
| 2004 | Körsbärsträdgården Вишнёвый сад, Visjnjovyj sad | Anton Tjechov       | Stockholms Stadsteater |
| 2005 | Erik XIV                                        | August Strindberg   | Stockholms Stadsteater |
| 2006 | 2 * Norén                                       |                     | Stockholms Stadsteater |
| 2008 | Mäster Olof                                     | August Strindberg   | Stockholms Stadsteater |
| 2010 | Avgång                                          |                     | Stockholms Stadsteater |
| 2011 | Entré-Sorti                                     | Lennart Hjulström   | Stockholms Stadsteater |
| 2013 | Galileis liv Leben des Galilei                  | Bertolt Brecht      | Stockholms Stadsteater |